# 新井信宏
新井 信宏（あらい のぶひろ、1975年8月17日 - ）は、NHKのアナウンサー。
埼玉県秩父市出身。埼玉県立秩父高等学校、立教大学文学部を卒業後、2001年にNHKに入局。

## 人物
Mr.Childrenの熱烈なファン。大学の卒業論文も、彼らの曲を題材にしたものであった。福岡放送局への赴任時には、ミスチルについて特集したラジオ特別番組のMCを2度にわたって務めた。

## 担当番組

### 長野放送局時代
- 長野県のニュース・中継・リポート
- おいでよ！プラザN - キャスター、ディレクター、金曜「ふるさと直送便」担当
- 遊夕信州 - キャスター
- みんなスタジオ プラザN - 金曜「ふるさと直送便」担当
- イブニング信州 - 「信州あのまちこのまち」担当、「街角トレンド情報」担当

### 仙台放送局時代
- 宮城県・東北地方のニュース・中継・リポート
- おはよう宮城 - キャスター（隔週担当）

### 岡山放送局時代
- 岡山県のニュース・中継・リポート
- ことばおじさんのナットク日本語塾 - 「アナウンサーの方言ファイル」埼玉の回担当（2009年 - 2010年）
- 月刊 岡山トラのアナ
- FMはればれライブ - 司会

### 福岡放送局時代
- 福岡県・九州沖縄のニュース・中継・リポート
- ニュース845福岡（不定期）
- おはよう九州沖縄（不定期）
- 聖なる夜にミスチルの歌詞について語ろう（2012年12月24日、NHKラジオ第1）
- はっけんラジオ -パーソナリティ（不定期）
- Mr.Childrenデビュー25周年 私の好きな歌詞（2017年5月4日、NHKラジオ第1）

### ラジオセンター時代
- らじらー　デスク
- マイあさ!

### 千葉放送局時代
- FMラジオニュース
- ひるまえ ほっと（千葉県の情報）
- 花ラジちば（キャスター、編集責任者）
- アナウンス統括